# Jacob Adriaensz. Backer

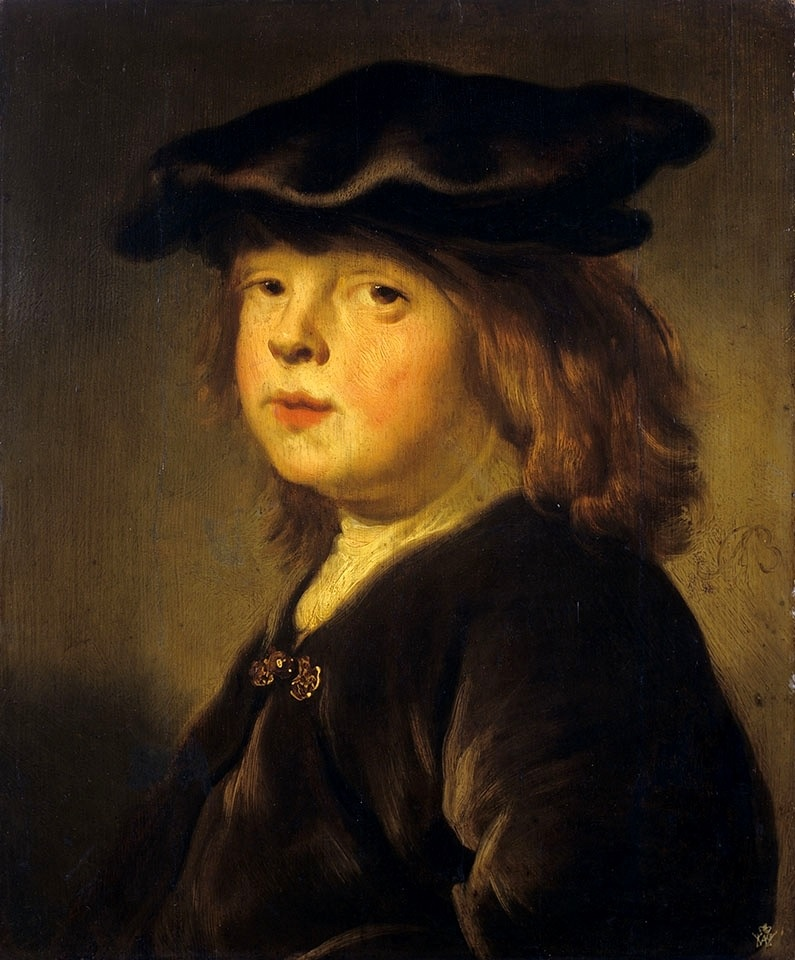
Portret Chłopca Zamek Królewski na Wawelu

Jacob Adriaensz. Backer (ur. między 27 sierpnia a 31 grudnia 1608 w Harlingen, zm. 27 sierpnia 1651 w Amsterdamie) – holenderski malarz i rysownik okresu baroku, uczeń i współpracownik Rembrandta.

## Życiorys
Był uczniem Lamberta Jacobsza w Leeuwarden, a w latach 1633–1634 prawdopodobnie również Rembrandta. W 1633 przeniósł się do Amsterdamu, gdzie spędził resztę życia.
Malował sceny religijne, mitologiczne i historyczne oraz portrety indywidualne i grupowe. Jego twórczość wykazuje wpływy Rembrandta, Fransa Halsa oraz caravaggionistów utrechckich.

## Wybrane dzieła
- Głowa łysego starca z profilu (ok. 1635) – St. Petersburg, Ermitaż,
- Granida i Daifilo (ok. 1635) – St. Petersburg, Ermitaż,
- Kompania strzelecka kapitana Cornelisa de Graeff i porucznika Hendricka Lawrensza (1642) – Amsterdam, Rijksmuseum,
- Odpoczynek Diany (1649) – St. Petersburg, Ermitaż,
- Portret Johannesa Lutmy (1639-51) – Amsterdam, Rijksmuseum,
- Portret kobiety (ok. 1650) – Los Angeles, J. Paul Getty Museum,
- Portret młodzieńca w fantastycznym stroju (ok. 1640) – St. Petersburg, Ermitaż,
- Portret staruszki (1632) – Londyn, Wallace Collection,
- Sąd Ostateczny (ok. 1580) – Antwerpia, Katedra,
- Studium dziewczyny w typie Saskii (ok. 1633) – Warszawa, Muzeum Narodowe.